# De trieste draak
De trieste draak (Frans: Le dragon triste) is een acrylverfschilderij op doek van de Belgische kunstenaar Pierre Alechinsky (1927). Het schilderij dat een draak voorstelt heeft typische eigenschappen van de Cobrabeweging. Het werk behoorde tot de collectie van het Museum voor Waalse kunst van Luik en bevindt zich in het Museum voor Schone Kunsten van Luik.

## Beschrijving
Het schilderij bestaat uit een hardblauw vlak waarin elementen van een primitief weergegeven draak zijn aangebracht. Rechtsboven zijn twee witte ogen en een onschuldig glimlachende mond weergegeven. Grove oranje-roze krullen links bovenaan en onderaan stellen het lijf van de draak voor. Deze zijn geschilderd binnen duidelijke maar brute contourlijnen. De blauwe achtergrond is geschilderd met ruwe borstelstreken. De vreemde vormen en kleurencombinaties en het onderwerp (een fantastisch wezen) zijn typisch voor de Cobrabeweging.